# Hollis Stacy
Hollis Stacy (Savannah, 16 maart 1954) is een Amerikaanse golfprofessional die golfte op de LPGA Tour waar ze 18 golftoernooien won waarvan vier majors.

## Loopbaan
Stacy begon haar golfcarrière bij de amateurs waar ze drie keer het US Girls' Junior Championship won. In 1972 werd ze lid van het Amerikaanse golfteam op de Curtis Cup. In 1974 werd ze golfprofessional en debuteerde op de LPGA Tour.
Op 8 mei 1977 behaalde ze haar eerste LPGA-zege door de Lady Tara Classic te winnen. Twee maanden later, behaalde ze op 24 juli 1977 haar eerste major door het US Women's Open te winnen. Een jaar later verdedigde ze met succes de titel. Op 12 februari 1991 behaalde ze haar 18de en laatste zege op de LPGA Tour door de Crestar-Farm Fresh Classic te winnen. In 2000 golfte ze haar laatste seizoen bij de LPGA.
In 2001 debuteerde Stacy op de pas opgerichte Women's Senior Golf Tour (nu gekend als Legends Tour) en in haar eerste seizoen won ze de Shopko Great Lakes Classic.
In 2012 werd ze opgenomen in de World Golf Hall of Fame.

## Prestaties

### Professional
LPGA Tour
| Nr. | Datum            | Toernooi                             | Score           | Score | Info                                                                                |
| --- | ---------------- | ------------------------------------ | --------------- | ----- | ----------------------------------------------------------------------------------- |
| 1   | 8 mei 1977       | Lady Tara Classic                    | 69-70-70=209    | –7    |                                                                                     |
| 2   | 24 juli 1977     | US Women's Open                      | 70-73-75-74=292 | +4    |                                                                                     |
| 3   | 4 september 1977 | Rail Muscular Dystrophy Classic      | 68-65-69-69=271 | –17   |                                                                                     |
| 4   | 16 april 1978    | Birmingham Classic                   | 70-69-68=207    | –9    |                                                                                     |
| 5   | 23 juni 1978     | US Women's Open                      | 70-75-72-72=289 | +5    |                                                                                     |
| 6   | 8 juli 1979      | Mayflower Classic                    | 74-67-72=213    | –3    | Won de play-off van Laura Baugh en Judy Rankin                                      |
| 7   | 4 mei 1980       | CPC Women's International            | 70-68-71-70=279 | –9    | Won de play-off van Amy Alcott                                                      |
| 8   | 9 augustus 1981  | West Virginia Bank Classic           | 68-70-74=212    | –4    | Won de play-off van Susie McAllister, Kathy Postlewait, Penny Pulz en Alice Ritzman |
| 9   | 11 oktober 1981  | Inamori Classic                      | 70-76-70-70=286 | –6    | Won de play-off van Amy Alcott, Donna Caponi en Jan Stephenson                      |
| 10  | 31 januari 1982  | Whirlpool Championship of Deer Creek | 67-70-72-73=282 | –6    | Won de play-off van JoAnne Carner                                                   |
| 11  | 14 februari 1982 | S&H Golf Classic                     | 66-71-67=204    | –12   |                                                                                     |
| 12  | 11 juli 1982     | West Virginia LPGA Classic           | 71-66-72=209    | –7    | Won de play-off van Kathy Postlewait                                                |
| 13  | 24 april 1983    | S&H Golf Classic                     | 70-66-69-72=277 | –11   |                                                                                     |
| 14  | 1 mei 1983       | CPC International                    | 67-71-74-73=285 | –3    |                                                                                     |
| 15  | 3 juli 1983      | Peter Jackson Classic                | 68-68-73-68=277 | –11   |                                                                                     |
| 16  | 15 juli 1984     | US Women's Open                      | 74-72-75-69=290 | +2    |                                                                                     |
| 17  | 27 januari 1985  | Mazda Classic of Deer Creek          | 72-71-70-67=280 | –8    |                                                                                     |
| 18  | 12 februari 1991 | Crestar-Farm Fresh Classic           | 70-71-72-69=282 | –6    |                                                                                     |

| major |

Legends Tour
- 2001: Shopko Great Lakes Classic

Overige zeges
- 1977: Pepsi-Cola Mixed Team Championship (met Jerry Pate)
- 1984: Nichirei Cup Team Match

## Teamcompetities
Amateur
- Curtis Cup ( USA): 1972 (winnaars)